# Szent Róbert
Molesme-i Szent Róbert (e: molemmai) (Troyes, 1028 – Molesme, 1111. április 17.) keresztény apát, a franciaországi ciszterci rend megalapítója.

## Élete
Fiatal fiúként, szülőhelye közelében lépett be a Montier-la-Celle apátságba.
Remetéket keresett Collan erdejében, és kérte őket, hogy az irányítása alatt alapítsanak új kolostort. Megszerezte az engedélyt VII. Gergely pápától, és 1075-ben talált is egy kolostort a burgundiai Molesme közelében.
Kétszer is megpróbálta elhagyni Molesme-t, de a pápa mindig visszarendelte. Azonban 1098-ban Róbert és több szerzetes elhagyta a kolostort, azzal a szándékkal, hogy többé nem térnek vissza. 1100-ban a molesme-i szerzetesek kérték Róbertet, hogy térjen vissza. Az ő irányítása alatt Molesme lett a bencések egyik fő központja.
Április 17-én halt meg, 1111-ben. III. Honoriusz pápa 1222-ben szentté avatta. Ünnepe eleinte az egyházban halála napján volt, de később áttevődött április 29-re.

## Fordítás
Ez a szócikk részben vagy egészben  a   Robert_of_Molesme című angol Wikipédia-szócikk fordításán alapul.  Az eredeti cikk szerkesztőit annak laptörténete sorolja fel. Ez a jelzés csupán a megfogalmazás eredetét és a szerzői jogokat jelzi, nem szolgál a cikkben szereplő információk forrásmegjelöléseként.